# 16 Tage gegen Gewalt an Frauen und Mädchen

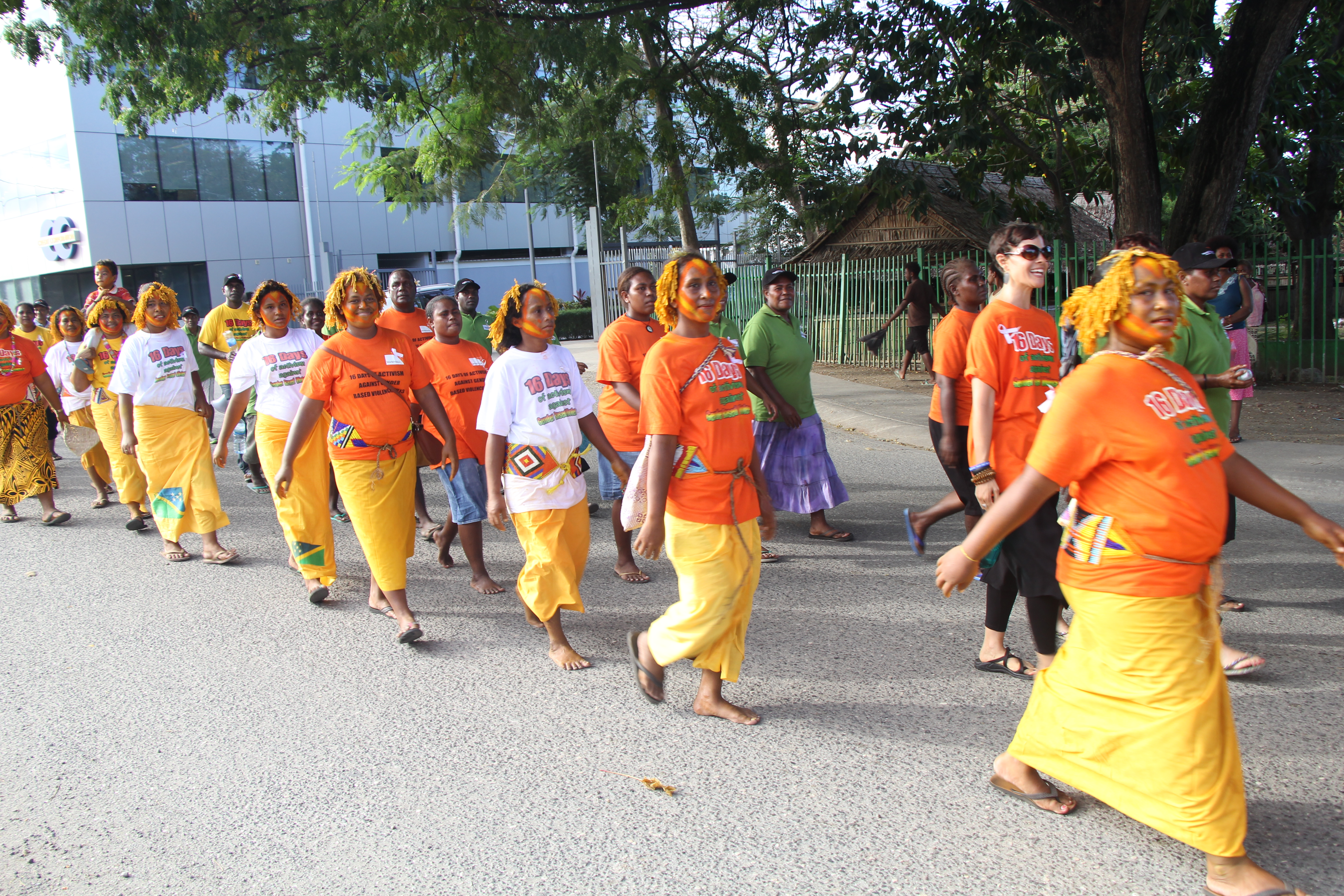
Frauen aus der Siedlungsgemeinschaft Lord House Settlement nehmen an der Eröffnungsparade der 16 Tage gegen Gewalt an Frauen teil.

Die 16 Tage gegen Gewalt an Frauen und Mädchen (Englisch: 16 days of activism against gender-based violence) sind eine internationale Kampagne zur Bekämpfung von Gewalt gegen Frauen und Mädchen. Die Kampagne läuft jedes Jahr vom 25. November, dem Internationalen Tag zur Beseitigung von Gewalt gegen Frauen, bis zum 10. Dezember, dem Tag der Menschenrechte.
Die Kampagne wurde erstmals 1991 vom Women’s Global Leadership Institute initiiert, das vom Center for Women’s Global Leadership (CWGL) der Rutgers University organisiert wurde.
Seit 1991 haben sich mehr als 6.000 Organisationen aus rund 187 Ländern an der Kampagne beteiligt. Dieser Aktionszeitraum wird weltweit genutzt, um das Ausmaß und die verschiedenen Ausprägungen von Gewalt gegen Frauen zu thematisieren und Bewusstsein dafür zu schaffen, dass Gewalt gegen Frauen und Mädchen als fundamentale Menschenrechtsverletzung nachhaltige Folgen für die Betroffenen selbst, aber auch für die gesamte Gesellschaft hat.

## Geschichte der 16 Tage gegen Gewalt an Frauen und Mädchen
Der Gedenktag geht auf die Ermordung der 3 Schwestern Mirabal zurück, die am 25. November 1960 in der Dominikanischen Republik vom militärischen Geheimdienst nach monatelanger Folter getötet wurden. Sie waren im Untergrund tätig und hatten sich an Aktivitäten gegen den tyrannischen Diktator Rafael Trujillo beteiligt.
Auf einem Treffen lateinamerikanischer und karibischer Feministinnen in Bogotá, Kolumbien im Jahr 1981 würdigten die Teilnehmerinnen diese Frauen und riefen ihr Todesdatum zum Gedenktag für die Opfer von Gewalt an Frauen und Mädchen aus. Seit 1999 ist der 25. November auch von den Vereinten Nationen als offizieller internationaler Gedenktag anerkannt.
Vor diesem Hintergrund bringt das US-amerikanische „Center for Women’s Global Leadership“ seit 1991 die Kampagne „16 Days of Activism Against Gender Violence“ auf den Weg. Inzwischen liegt die internationale Beteiligung bei über 6.000 Organisationen und 187 Ländern und findet jährlich zu einem bestimmten Schwerpunktthema statt, so 2022 zum Thema #LetsEndFemicide.

## Wichtige Termine
- 25. November: Internationaler Tag zur Beseitigung von Gewalt gegen Frauen (sowie Roses Revolution Day gegen Gewalt in der Geburtshilfe)
- 29. November: Internationaler Tag der Frauenrechtsaktivistinnen
- 1. Dezember: Welt AIDS Tag
- 3. Dezember 3: Internationaler Tag der Menschen mit Behinderungen
- 5. Dezember: Internationaler Tag des Ehrenamtes
- 9. Dezember: Internationaler Tag der Frauenrechtsaktivistinnen[5]
- 10. Dezember: Internationaler Tag der Menschenrechte und Tag der Verkündung der Allgemeinen Erklärung der Menschenrechte

## Themensetzung
Jedes Jahr wird im Rahmen der Kampagne „16 Tage gegen Gewalt an Frauen und Mädchen“ entweder ein neues Thema eingeführt oder ein altes Thema weitergeführt. Das Thema konzentriert sich auf einen bestimmten Bereich der geschlechtsspezifischen Ungleichheit und soll die Aufmerksamkeit auf diese Probleme lenken und nachhaltige Veränderungen bewirken. Das Center for Women's Global Leadership verschickt jedes Jahr einen „Take Action Kit“, in dem beschrieben wird, wie sich die Teilnehmerinnen engagieren und eine Kampagne durchführen können, um etwas zu bewirken.
- Das erste Kampagnenthema im Jahr 1991 lautete „Gewalt gegen Frauen verletzt die Menschenrechte“. Frauen aus der ganzen Welt kamen im Center for Women's Global Leadership auf dem ersten International Women's Leadership Institute zusammen.[7]  Das Thema wurde 1992 erneut aufgegriffen.[8]
- 1993 lautete das zweite Thema der dritten Kampagne „Demokratie in der Familie, Demokratie der Familien, Demokratie für alle“.[9]
- Das Thema von 1994 griff das erste Thema wieder auf, allerdings mit einer kleinen Änderung. Es trug den Titel „Bewusstsein, Verantwortlichkeit, Aktion: Gewalt gegen Frauen ist eine Verletzung der Menschenrechte“.[10]
- Das Thema 1995, Wien, Kairo, Kopenhagen und Peking „Bringing Women's Human Rights Home“ („Menschenrechte der Frauen heimbringen“) konzentrierte sich auf vier große Konferenzen, darunter die Vierte Weltfrauenkonferenz in Peking (September 1995), die „Die dritte große UN-Konferenz seit der Weltkonferenz über Menschenrechte in Wien (1993)“ war und „...auf die Internationale Konferenz über Bevölkerung und Entwicklung“ (Kairo, 1994) und den „Weltgipfel für soziale Entwicklung“ (Kopenhagen, 1995) folgt.[11]
- Im Anschluss an die Themen von 1995 und die großen Konferenzen der letzten Jahre lautete das Thema von 1996 „Bringing Women's Human Rights Home: Verwirklichung unserer Visionen“.[12]
- Die Kampagne von 1997 hieß „Demand Human Rights in the Home and the World“ (Menschenrechte zu Hause und in der Welt einfordern), die auf die Globale Kampagne für die Menschenrechte der Frauen von 1998 hinarbeitete.[13]
- Das Thema der Kampagne von 1998 lautete „Aufbau einer Kultur der Achtung der Menschenrechte“.[14]
- Das Thema der Kampagne 1999 lautete „Das Versprechen der Freiheit von Gewalt erfüllen“.[15]
- Im Jahr 2000 lautete das Thema „10. Jahrestag der Kampagne“ („Celebrating the 10th Anniversary of the Campaign“), bei dem die Teilnehmerinnen die Errungenschaften der letzten 10 Jahre der Kampagne überprüften und auf diesen Erfolgen aufbauen sollten. Die Organisatorinnen baten die Teilnehmerinnen auch um die Einsendung von Arbeiten ihres Aktivismus, um die Anliegen der Kampagne zu dokumentieren.[16]
- Das Thema der Kampagne im Jahr 2001 war „Rassismus und Sexismus: Keine Gewalt mehr“.[17]
- Das Thema der Kampagne im Jahr 2002 lautete „Eine Kultur schaffen, die Nein zu Gewalt gegen Frauen sagt“.[18]
- Die Kampagne 2003, „Gewalt gegen Frauen ist eine Verletzung der Menschenrechte: Aufrechterhaltung der Dynamik zehn Jahre nach Wien“ (1993–2003) konzentrierte sich auf die Überprüfung der Veränderungen, die in den zehn Jahren seit der Wiener Erklärung eingetreten sind, die ein Ergebnis der Weltkonferenz über Menschenrechte in Wien (1993) und der Verabschiedung der Erklärung zur Beseitigung von Gewalt gegen Frauen durch die UN-Generalversammlung (2003) war.[19]
- Die Kampagne 2004–2005 trug den Titel „Für die Gesundheit der Frauen, für die Gesundheit der Welt: Keine Gewalt mehr“ und konzentrierte sich insbesondere auf die „Überschneidung von Gewalt gegen Frauen und der HIV/AIDS-Pandemie“.[20]

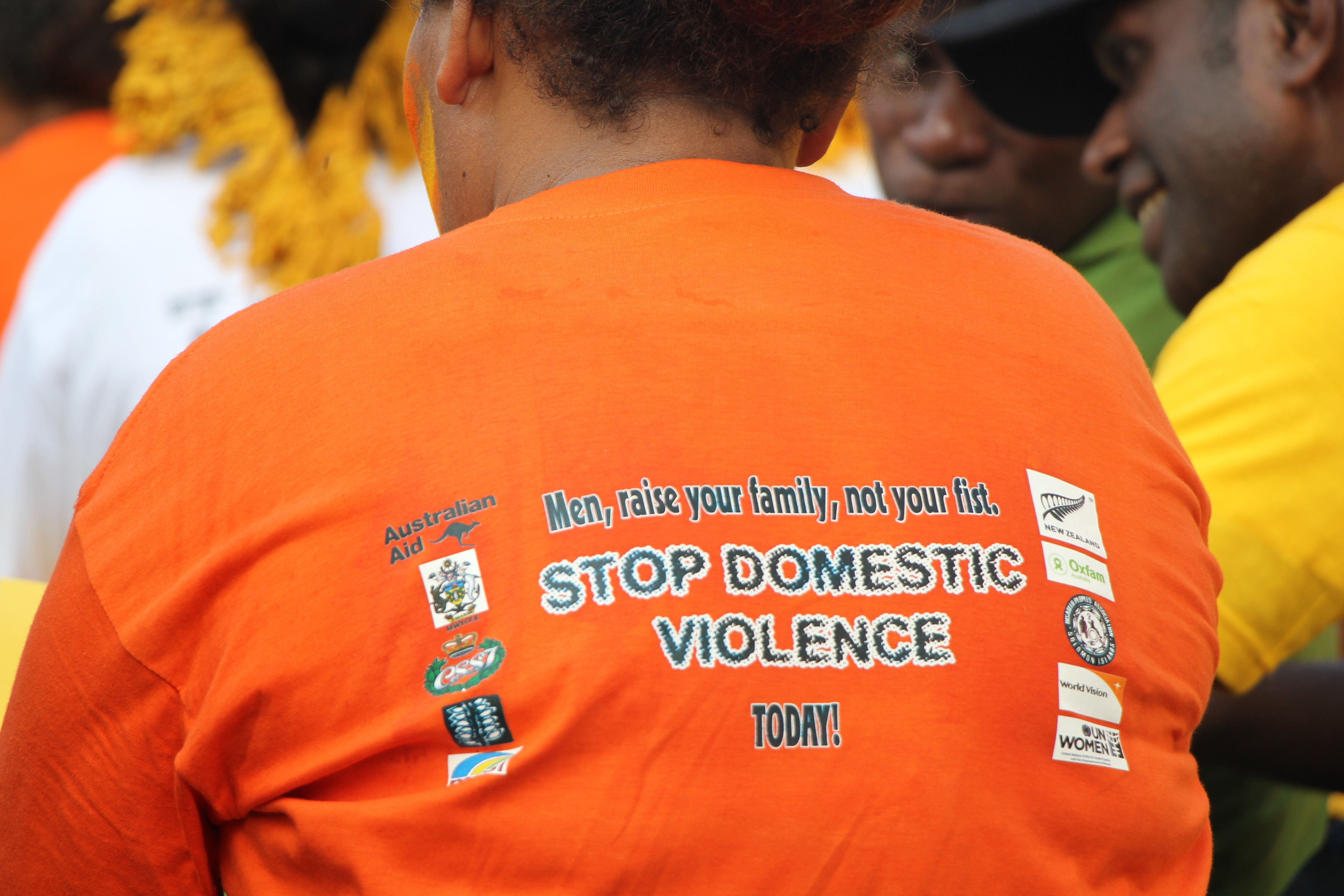
16 Days Zivilcourage zur Sensibilisierung für die verschiedenen Formen von Gewalt gegen Frauen

- Die Kampagne 2006, „Menschenrechte fördern <--> Gewalt gegen Frauen beenden“ würdigte nicht nur diejenigen, die an der Kampagne mitgewirkt hatten, sondern auch diejenigen, die in ihrem Kampf gegen die Ungleichheit der Geschlechter ihr Leben gelassen oder Gewalt erlitten hatten.[21]
- Die Kampagne 2007 trug den Titel „Umsetzung fordern, Hindernisse überwinden: Gewalt gegen Frauen beenden“.[22]
- Der Titel der Kampagne 2008 lautete „Menschenrechte für Frauen <--> Menschenrechte für alle“: UDHR60, mit der der 60. Jahrestag der Allgemeinen Erklärung der Menschenrechte gefeiert wurde.[23]
- Das Thema der Kampagne 2009 lautete: „Sich verpflichten, handeln, fordern: Wir können Gewalt gegen Frauen beenden!“[24]
- Das Thema 2010 war das 20. Jahr der Kampagne 16 Tage gegen Gewalt an Frauen und Mädchen und trug den Titel „Strukturen der Gewalt: Die Überschneidungen von Militarismus und Gewalt gegen Frauen definieren“.[25]
- Von 2011 bis 2014 lautete das Thema der Kampagne: „Vom Frieden im eigenen Haus zum Frieden in der Welt: Lasst uns den Militarismus herausfordern und die Gewalt gegen Frauen beenden!“[26]
- In den Jahren 2015 und 2016 lautete das Thema der Kampagne: „Vom Frieden im eigenen Haus zum Frieden in der Welt: Macht Bildung siche für alle!“[27][28]
- 2019 wurde das Mehrjahresthema „Beendigung der geschlechtsspezifischen Gewalt in der Arbeitswelt“ eingeführt, um die Ratifizierung der ILO C190 (Übereinkommen über die Beseitigung von Gewalt und Belästigung in der Arbeitswelt) zu unterstützen.[29]
- 2020 wurde das Mehrjahresthema der IAO C190 zur Beendigung geschlechtsspezifischer Gewalt in der Arbeitswelt fortgesetzt, wobei der Schwerpunkt auf informellen Arbeiterinnen lag, die am stärksten von der COVID-19-Pandemie betroffen waren.[30]
- 2021 wurde das 30-jährige Bestehen der Kampagne gefeiert. Das Thema der IAO C190 konzentrierte sich auf häusliche Gewalt und die Welt der Arbeit.[31] Außerdem wurde das spezielles Jubiläumsthema „Stoppt Femizide“ eingeführt[32]
- Im Jahr 2022 wurde das Thema „Femizide beenden“ fortgesetzt, wobei der Schwerpunkt auf Gruppen von Frauen lag, die besonders gefährdet sind, Opfer von Femizid zu werden.[33]